# Alexander Litvinenko
Alexander Valterovich Litvinenko (em russo:  Алекса́ндр Ва́льтерович Литвине́нко; Voronej, 30 de agosto ou 4 de dezembro de 1962 – Londres, 23 de novembro de 2006) foi um oficial russo naturalizado britânico do Serviço Federal de Segurança (SFS, sucessor do KGB) que se especializou no combate ao crime organizado. De acordo com diplomatas dos Estados Unidos, Litvinenko cunhou a expressão "Estado mafioso". Em novembro de 1998, Litvinenko e vários outros oficiais do SFS acusaram publicamente seus superiores de ordenar o assassinato do magnata e oligarca russo Boris Berezovsky. Litvinenko foi preso no mês de março seguinte, acusado de exceder a autoridade de sua posição. Ele foi absolvido em novembro de 1999, mas foi preso novamente antes que as acusações fossem novamente julgadas em 2000. Ele fugiu com sua família para Londres e recebeu asilo político no Reino Unido, onde trabalhou como jornalista, escritor e consultor dos serviços de inteligência britânicos.
Durante seu tempo em Londres, Litvinenko escreveu dois livros, Blowing Up Russia: Terror from Within e Lubyanka Criminal Group, em que acusou os serviços secretos russos de encenar os atentados a bomba contra apartamentos russos e outros atos terroristas, como as crises de reféns da escola de Beslan e do teatro de Dubrovka, em um esforço para levar Vladimir Putin ao poder. Ele também acusou Putin de ordenar o assassinato, em outubro de 2006, da jornalista russa Anna Politkovskaya.
Em 1 de novembro de 2006, Litvinenko adoeceu repentinamente e foi hospitalizado no que foi estabelecido como um caso de envenenamento por polônio-210 radioativo; ele morreu em 23 de novembro e se tornou a primeira vítima conhecida da síndrome aguda da radiação induzida por polônio-210. Os eventos que levaram a isso são motivo de controvérsia, gerando inúmeras teorias relacionadas a seu envenenamento e morte. Uma investigação britânica sobre assassinato apontou Andrey Lugovoy, ex-membro do Serviço Federal de Proteção da Rússia, como principal suspeito. O Reino Unido exigiu a extradição de Lugovoy, o que é contrário à Constituição da Rússia, que proíbe a extradição de seus cidadãos, o que levou ao desgaste das relações entre a Rússia e o Reino Unido.
Após a morte de Litvinenko, sua esposa Marina Litvinenko, auxiliada pelo biólogo Alexander Goldfarb, iniciou uma vigorosa campanha pela verdade. Em outubro de 2011, ela ganhou o direito de que um inquérito sobre a morte do marido fosse conduzido por um médico legista em Londres; o inquérito foi repetidamente adiado por questões relacionadas a evidências examináveis. Um inquérito público começou em 27 de janeiro de 2015 e concluiu em janeiro de 2016 que o assassinato de Litvinenko foi uma operação do SFS que provavelmente foi pessoalmente aprovada por Vladimir Putin e Nikolai Patrushev, que na época era diretor do SFS.

## Envenenamento e morte

Litvinenko no hospital em Londres após ter sido envenenado.

Em 1 de novembro de 2006, Litvinenko adoeceu repentinamente. Em 3 de novembro, ele foi internado no Barnet General Hospital, em Londres. Ele foi então transferido para o University College Hospital para tratamento intensivo. Mais tarde, sua doença foi atribuída ao envenenamento com radionuclídeo polônio-210 depois que a Agência de Proteção à Saúde encontrou quantidades significativas do elemento raro e altamente tóxico em seu corpo.
Litvinenko se encontrou com dois ex-agentes no início do dia em que adoeceu - Dmitry Kovtun e Andrei Lugovoy. Embora ambos negassem qualquer irregularidade, um telegrama diplomático americano vazado revelou que Kovtun havia deixado vestígios de polônio na casa e no carro que ele usara em Hamburgo, Alemanha. Em uma audiência em Londres em 2015, um advogado da Scotland Yard concluiu que "as evidências sugerem que a única explicação credível é de uma maneira ou de outra que o Estado russo está envolvido no assassinato de Litvinenko".
Antes de sua morte, Litvinenko disse: "Você pode conseguir silenciar um homem, mas o uivo de protestos de todo o mundo, Sr. Putin, reverberará em seus ouvidos pelo resto da sua vida". Em 22 de novembro de 2006, a equipe médica de Litvinenko no University College Hospital informou que Litvinenko sofreu um "grande revés" devido a insuficiência cardíaca ou ataque cardíaco durante a noite. Ele morreu em 23 de novembro. No dia seguinte, Putin declarou publicamente: "Infelizmente, o Sr. Litvinenko não é Lázaro".

### Investigação britânica

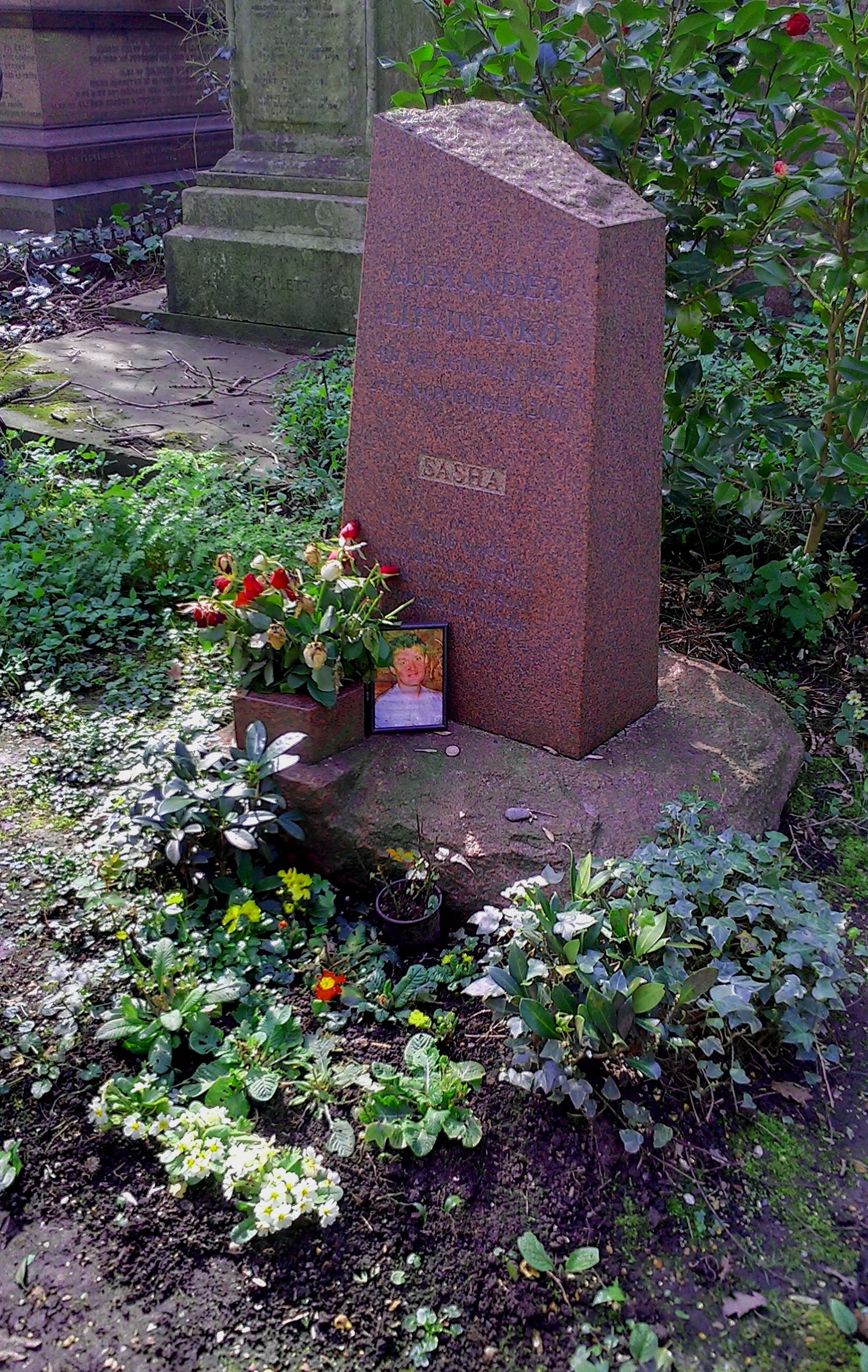
Túmulo de Litvinyenko

Em 20 de janeiro de 2007, a polícia britânica anunciou que "identificara o homem que eles acreditavam ter envenenado Alexander Litvinenko. O assassino suspeito foi capturado pelas câmeras do Aeroporto de Heathrow enquanto voava para a Grã-Bretanha para realizar o assassinato". O homem em questão foi apresentado a Litvinenko como "Vladislav".
Em 26 de janeiro de 2007, oficiais britânicos disseram que a polícia havia resolvido o assassinato de Litvinenko. Eles descobriram "um bule de chá 'quente' no Millennium Hotel, em Londres, com uma leitura inédita do polônio-210, o material radioativo usado no assassinato". Além disso, um alto funcionário disse que os investigadores concluíram que o assassinato de Litvinenko era "um assassinato 'patrocinado pelo Estado' orquestrado por serviços de segurança russos". A polícia tentou acusar o ex-espião russo Andrei Lugovoy, que conheceu Litvinenko em 1º de novembro de 2006, no dia em que as autoridades acreditam que a dose letal de polônio-210 foi administrada. Em 22 de maio de 2007, o Ministério Público da Coroa pediu a extradição do cidadão russo Andrei Lugovoy para o Reino Unido por acusações de assassinato. Lugovoy descartou as acusações contra ele como "motivadas politicamente" e disse que não matou Litvinenko.
Em janeiro de 2015, foi noticiado na mídia britânica que a Agência de Segurança Nacional havia interceptado comunicações entre agentes do governo russo em Moscou e aqueles que realizaram o que foi chamado de "execução estatal" em Londres: as conversas gravadas supostamente provaram que o governo russo esteve envolvido no assassinato de Litvinenko e sugeriram que o motivo eram as revelações de Litvinenko sobre os vínculos de Vladimir Putin com o submundo do crime. Em 21 de janeiro de 2016, o Ministério do Interior publicou o relatório sobre a morte de Litvinenko.

### Investigação russa
Muitas publicações na mídia russa sugeriram que a morte de Alexander Litvinenko estava ligada a Boris Berezovsky. O ex-chefe do Serviço Federal de Segurança da Federação Russa, Nikolay Kovalyov, para quem Litvinenko trabalhou, disse que o incidente "parece ter a mão de Boris Berezovsky. Tenho certeza de que nenhum tipo de serviço de inteligência participou disso". Esse envolvimento de Berezovsky foi alegado por vários programas de televisão russos. Os apoiadores do Kremlin enxergam o caso como uma conspiração para manchar a reputação do governo russo planejando um assassinato espetacular de um dissidente russo no exterior.
Após a morte de Litvinenko, vestígios de polônio-210 foram encontrados no escritório de Berezovsky. Litvinenko havia visitado o escritório de Berezovsky, bem como muitos outros lugares nas horas após seu envenenamento.